# Faith No More
Faith No More er en eksperimental alternativ metal -gruppe fra Californien, USA. Den kombinerer rock og metal med elementer fra funk og væsentlige elementer fra blandt andet jazz, pop, rap og ikke mindst et hav af genrer som Faith No Mores' forsanger, Mike Patton, formår at bruge.

## Historie
Faith No More er dannet i 1982, og i 1985 lavede de deres første album We Care a Lot efterfulgt af deres andet album Introduce Yourself, som blev deres rigtige debut. I første omgang uden Mike Patton som frontfigur. Men i 1988 kom Mike Patton til, som på det tidspunkt i forvejen havde et band, nemlig avantgardebandet Mr. Bungle. 
I 1989 udgiver de albummet The Real Thing, som også kommer til at blive deres gennembrud. 
FNM får meget omtale fra kritikere og i medier. For det meste positivt. Det fjerde album fra Faith No More bliver Angel Dust. En plade som f.eks indeholder FNM's nok største hit, coverversionen af Easy (også  kendt som Easy like Sunday Morning), som originalt er lavet af Commodores. I 1995 efter en langvarig turne udkom King for a Day... Fool for a Lifetime. Et album, som varierer fra punk- og metalagtige numre til lange langsomme eftertænksomme jazz- og soul-sange. I 1997 udgiver Faith No More deres sidste album, Album of the Year. I 1998, efter AOTY, går bandet hver til sit.
Faith No More blev gendannet i februar 2009 med henblik på en Europa-turne, hvor det bl.a. er blevet bekræftet, at de skal spille på Roskilde Festival.

## Gruppens medlemmer
| Medlem              | Instrument(er) | Datoer    | Indspillede albums                                                                   |
| ------------------- | -------------- | --------- | ------------------------------------------------------------------------------------ |
| Roddy Bottum        | keyboard       | 1982-1998 | alle                                                                                 |
| Billy Gould         | Bas guitar     | 1982-1998 | alle                                                                                 |
| Mike "Puffy" Bordin | trommer        | 1982-1998 | alle                                                                                 |
| "Big" Jim Martin    | guitar         | 1983-1993 | We Care a Lot, Introduce Yourself, The Real Thing, Angel Dust                        |
| Mike Patton         | vokal          | 1988-1998 | The Real Thing, Angel Dust, King for a Day... Fool for a Lifetime, Album of the Year |
| Chuck Mosley        | vokal          | 1983-1988 | We Care a Lot, Introduce Yourself                                                    |
| Jon Hudson          | guitar         | 1997-1998 | Album of the Year                                                                    |
| Dean Menta          | guitar         | 1995-1997 |                                                                                      |
| Trey Spruance       | guitar         | 1995      | King for a Day... Fool for a Lifetime                                                |
| Mark Bowen          | guitar         | 1983      |                                                                                      |
| Wade Worthington    | keyboard       | 1982      |                                                                                      |
| Courtney Love       | vokal          | 1983      |                                                                                      |

## Diskografi

### Album
- We Care a Lot (1985)
- Introduce Yourself (1987)
- The Real Thing (1989) #11 US Platin
- Live at the Brixton Academy (1991)
- Angel Dust (1992) #10 US Guld
- King for a Day... Fool for a Lifetime (1995) #31 US
- Album of the Year (1997) #41 US